# Sittiparus
Sittiparus — рід горобцеподібних птахів родини синицевих (Paridae). Представники цього роду мешкають в Східній Азії.

## Систематика
Представників цього роду раніше відносили до родів Синиця (Parus) або Гаїчка (Poecile), однак за результатами молекулярно-генетичного дослідження, опублікованого в 2013 році, вони були віднесені до відновленого роду Sittiparus.

## Види
Виділяють п'ять видів:
- Гаїчка японська (Sittiparus varius)
- Гаїчка острівна (Sittiparus owstoni)[5]
- Гаїчка архіпелагова (Sittiparus olivaceus)[6]
- Гаїчка тайванська (Sittiparus castaneoventris)[7]
- Синиця білолоба (Sittiparus semilarvatus)

## Етимологія
Наукова назва роду Sittiparus походить від сполучення наукової назви роду Повзик (Sitta) і наукової назви роду Синиця (Parus).